# Проскуровка (Кировоградская область)
Проскуровка (укр. Проскурівка) — бывшее село в Кетрисановской сельской общине Кропивницкого района Кировоградской области Украины.
До 2020 года входило в Бобринецкий район
Почтовый индекс — 27250. Телефонный код — 5257. Занимает площадь 0,333 км². Код КОАТУУ — 3520884802.